# Falcon Air
Falcon Air var ett dotterbolag till Posten AB, som främst skötte Postens nattliga "brevflygningar". 
Bolaget flög med Boeing 737-300, baserat på Malmö/Sturup Airport. 
Falcon Air, som grundades 1986, gick i konkurs 1 december 2006 med ett underskott på 50 miljoner kronor. Falcon Air ägdes då inte längre av Posten AB.
Det ska inte förväxlas med Falconair, som flög mellan maj 1967 och 1 september 1970 med tre Vickers Viscount och tre Lockheed L-188 Electra baserade på Malmö/Bulltofta flygplats.

## Externa länkar

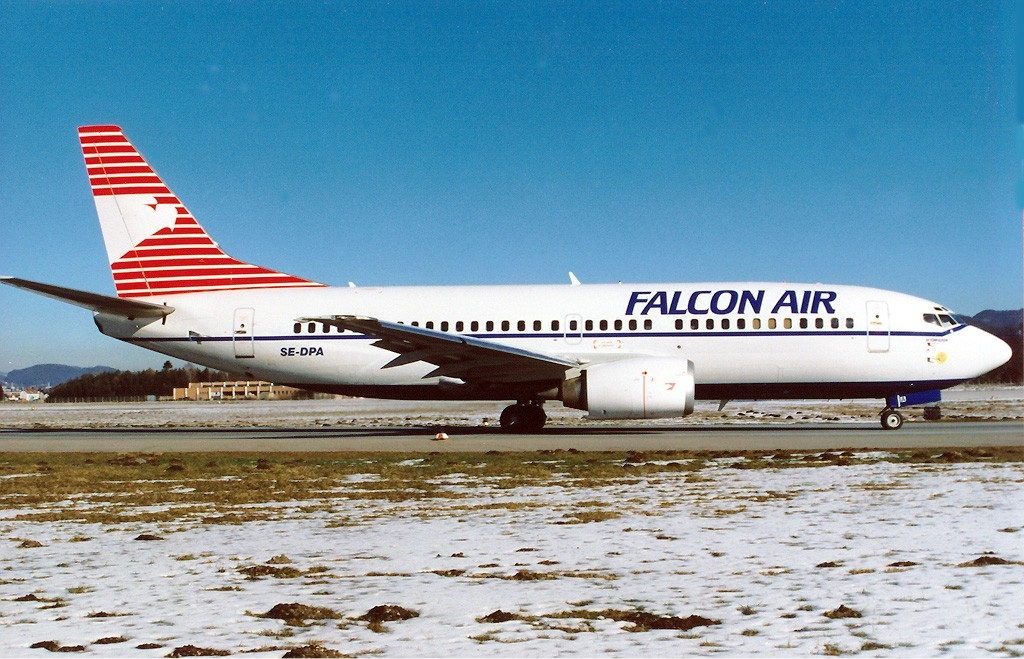
Falcon Air Boeing 737-300 SE-DPA, 1998